# Atcham
Atcham est un village du Shropshire en Angleterre qui faisait autrefois partie de la zone rurale d’Atcham avant de fusionner avec la ville de Shrewsbury. Le district est maintenant administré par le conseil municipal de Shrewsbury et Atcham.
Datant du XIe siècle, l’église d’Atcham est la seule d’Angleterre consacrée à Saint Eata.
Les lieux d’intérêt historique sont le pont d’Atcham et le parc d’Attingham.

## Natifs d’Atcham
- Orderic Vital, historien anglo-normand, auteur d'une histoire de la Normandie dans son Historia ecclesiastica (vers 1120).
- Digby Tatham-Warter, militaire anglais y est né en 1917.